# Kuching (district)
Kuching is een district in de Maleisische deelstaat Sarawak.
Het district telt 618.000 inwoners op een oppervlakte van 1900 km².